# Prêmio LeBlanc
Prêmio LeBlanc (Prix LeBlanc) est un prix brésilien créé en 2018 et destiné à récompenser des œuvres nationales dans les domaines de la bande dessinée, de l'animation, de la littérature fantastique et du jeux vidéo (celui-ci, à partir de la deuxième édition). Le nom du prix rend hommage à l'artiste haïtien André LeBlanc, qui a vécu et travaillé pendant de nombreuses années au Brésil et aux États-Unis,.
Le prix est organisé par le Programme d'études supérieures en médias créatifs de l'École de communication de l'Université fédérale de Rio de Janeiro et par l'Université Veiga de Almeida, institutions également responsables pour la Semana Internacional de Quadrinhos (SIQ), un événement académique sur la bande dessinée organisé à l'UFRJ au cours de laquelle se déroule traditionnellement la cérémonie de remise des trophées,.
Le vote se déroule en deux étapes : dans un premier temps, un vote populaire définit les trois finalistes de chaque catégorie qui sont ensuite analysés par un jury technique qui définit chaque lauréat. Toutes les œuvres publiées entre le 1er janvier et le 31 décembre de l'année précédant le prix peuvent être nommées, à condition qu'elles soient pertinentes pour la catégorie,,.